# Shanghai World Financial Center
Het Shanghai World Financial Center is een gebouw in Shanghai, en is bedoeld als een financieel centrum. Het ging officieel open op 28 augustus 2008, en op 30 augustus ging het zogenaamde observation deck open met een zicht van drie verschillende niveaus. Het hoogste zicht is 474m boven zeeniveau.
In 2008, ten tijde van de oplevering, was dit gebouw met een hoogte van 492 meter het hoogste gebouw van China en ook het hoogste gebouw van de wereld gemeten op dakhoogte. Destijds was Taipei 101 in de Taiwanese hoofdstad Taipei met 509 meter het hoogste gebouw gemeten op antennehoogte, maar het dak van dat gebouw bevindt zich op 449 meter. Inmiddels is het Shanghai World Financial Center het op elf na hoogste gebouw ter wereld en het op vijf na hoogste gebouw in China. De direct ernaast gebouwde Shanghai Tower heeft met een hoogte van 632 meter het Shanghai World Financial Center inmiddels in hoogte overtroffen.

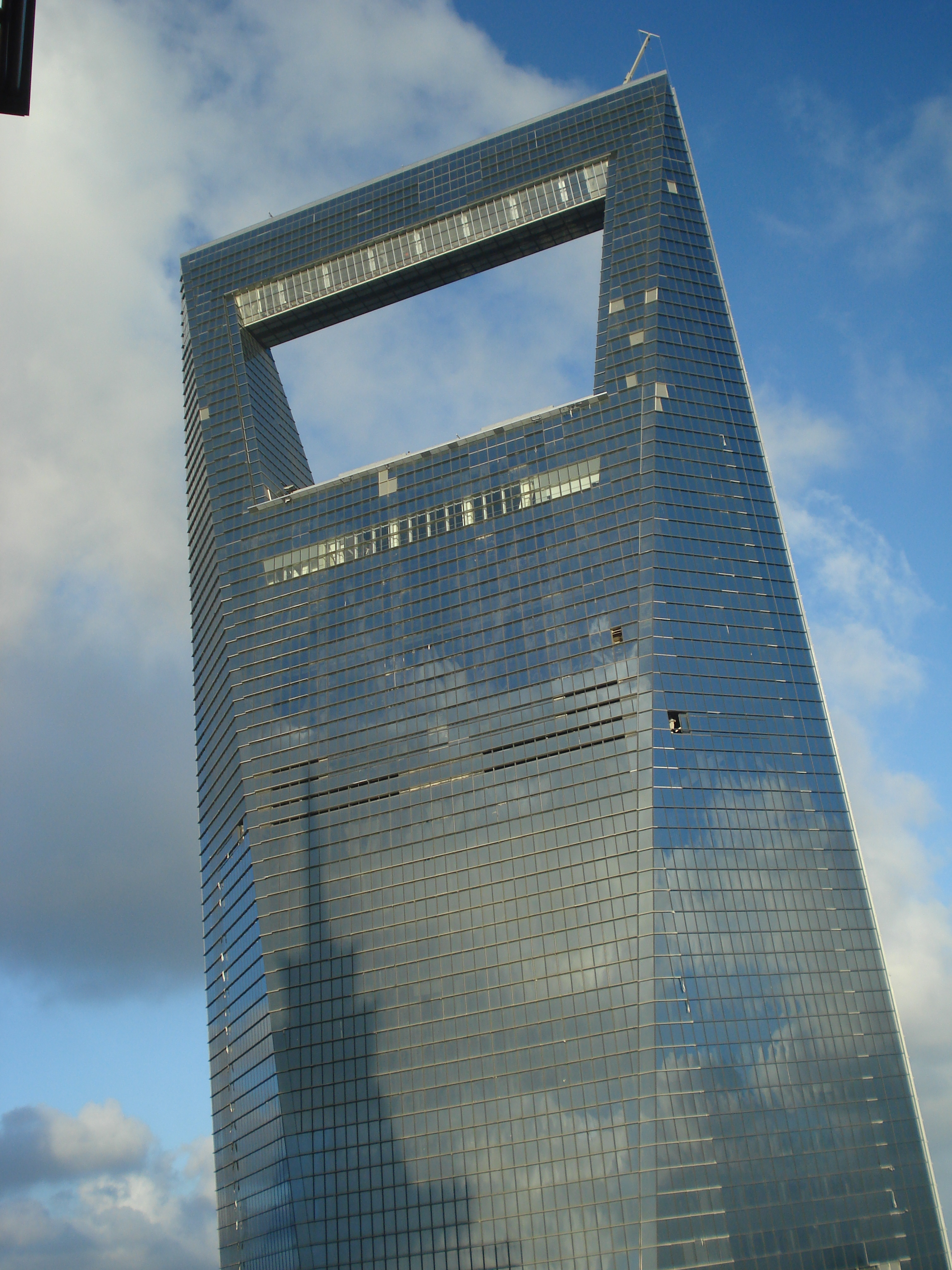
Bovenkant toren zoals gezien vanaf de Jin Mao Tower

Opvallend aan het gebouw is het grote gat aan de bovenkant van de toren. Aanvankelijk zou dit gat een ronde vorm krijgen, maar omdat zo´n cirkel te veel deed denken aan de nationale vlag van Japan en er in Shanghai protesten kwamen hiertegen, werden de plannen veranderd.
Aan de bovenzijde van het gat bevindt zich een observatieplatform dat via een lift met ingang aan de buitenzijde van het gebouw te bezoeken is. In 2009 werd aan het observatieplatform de titel "Hoogste observatieplatform ter wereld" toegekend, maar inmiddels heeft het Burj Khalifa in Dubai die titel overgenomen.